# Saint David, Illinois
Saint David är en ort i Fulton County, Illinois, USA